# Kosna
Kosna is een plaats in de gemeente Dvor in de Kroatische provincie Sisak-Moslavina. De plaats telt 36 inwoners (2001).